# Letni Puchar Interkontynentalny kobiet w skokach narciarskich 2025
Letni Puchar Interkontynentalny kobiet w skokach narciarskich 2025 – 3. edycja Letniego Pucharu Interkontynentalnego kobiet, która ma rozpocząć się 13 września 2025 w Einsiedeln, a zakończyć 28 września 2025 w Hinterzarten.
Oficjalny kalendarz cyklu został zatwierdzony 8 maja 2025 podczas posiedzenia Komisji ds. skoków narciarskich FIS w Vilamourze. Zaplanowanych zostało sześć konkursów indywidualnych.

## Kalendarz i wyniki
| Lp                                                                 | Data             | Miejscowość  | HS    | Uwagi | 1. miejsce | 2. miejsce | 3. miejsce |
| ------------------------------------------------------------------ | ---------------- | ------------ | ----- | ----- | ---------- | ---------- | ---------- |
| 1.                                                                 | 13 września 2025 | Einsiedeln   | HS117 | –     |            |            |            |
| 2.                                                                 | 14 września 2025 | Einsiedeln   | HS117 | –     |            |            |            |
| 3.                                                                 | 27 września 2025 | Hinterzarten | HS109 | –     |            |            |            |
| 4.                                                                 | 28 września 2025 | Hinterzarten | HS109 | –     |            |            |            |
| Letni Puchar Interkontynentalny kobiet 2025 – klasyfikacja końcowa |                  |              |       |       |            |            |            |